# Mitl Valdez
Mitl Valdez (24 d'agost de 1949, Mèxic, D. F.) és un cineasta mexicà.

## Biografia
Va concloure els estudis generals cinematogràfics pel CUEC (Centre Universitari d'Estudis Cinematogràfics), del qual va ser director de febrer de 1997 a març de 2004. Així mateix ha escrit, dirigit i editat més de vint documentals i diversos programes de televisió. El 1987 va dirigir la pel·lícula Los confines, estrenada el 1992, basada en històries de Juan Rulfo. i considerada com la pel·lícula número 40 entre les 100 millors pel·lícules del cinema mexicà, de la revista Somos. El 2012 va dirigir el documental 200 años después sobre el bicentenari de la independència de Mèxic.

## Filmografia
Com a director
- Tras el horizonte (1984)
- Los confines (1987)
- Los vuelcos del corazón (1996)
- 200 años después (2012)

Com a productor
- 2000: Rito terminal d'Óscar Urrutia Lazo
- 2001: Un mundo raro d'Armando Casas
- 2003: Maiz: experimento invisible d'Eréndira Valle
- 2003: La casa de las bellas durmientes de Daniela Paasch
- 2003: El alebrije creador d'Olimpia Quintanilla
- 2003: La casa de enfrente de Tonatiúh Martínez
- 2003: Juego de manos d'Alejandro Andrade
- 2003: En los cuernos de la luna de Mario Viveros